# Кадирова Аймані Несієвна
Аймані Несієвна Кадирова (4 серпня 1953, Куркамис, Щербактинський район, Павлодарська область Казахська РСР) — російська громадська діячка, президент Громадського фонду імені Ахмата Кадирова. Удова Ахмата Кадирова, мати Рамзана Кадирова.

## Біографія
Народилася 1953 року в Казахстані, де тоді знаходилися вислані з рідних місць чеченці та інгуші. Після відновлення ЧІАРСР разом з родичами повернулася в Чечню. 1970 року закінчила школу й вийшла заміж за Ахмата Кадирова. Кілька років працювала в радгоспі в Гудермеському районі Чечні.
1992 року здійснила хадж до Мекки. 2004 року її чоловік Ахмат, який був президентом Чечні, загинув у результаті теракту. Після його смерті займається благодійною діяльністю, очолюючи фонд імені Ахмата Кадирова. Діяльність фонду включає в себе великі будівельні проєкти (у тому числі мечеті), матеріальну й житлову допомогу нужденним, організацію хаджу. Як зазначали журналісти, всі бюджетники, котрі працюють у Чечні, зобов'язані щомісяця віддавати 10 % доходів у «Фонд Ахмата Кадирова» у так званому «добровільно-примусовому порядку». Сам же фонд ніколи не публікував звітність про свою діяльність, й більшу частину часу був збитковим.
В місті Аргун збудована мечеть імені Аймані Кадирової. Це одна з небагатьох мечетей світу, названих на честь жінки.

## Санкції
24 серпня 2023 року, на тлі російського вторгнення в Україну, Кадирова потрапила під санкції США через причетність до депортації українських дітей до Росії.
24 червня 2024 року, як президент Фонду Кадирова, включена до списків санкцій країн Європейського союзу.